# Mikhail Chigorin
Mikhail Ivánovich Chigorin (Михаи́л Ива́нович Чиго́рин) (12 de Novembro de 1850 — 25 de Janeiro de 1908) foi um importante enxadrista russo: entre 1883 e 1898 foi um dos cinco melhores jogadores do mundo. É considerado o fundador da escola russa de xadrez.

## Vida
Nasceu perto de São Petersburgo. Aprendeu a jogar xadrez aos 16 anos, mas foi somente depois de completar os estudos que se interessou verdadeiramente pelo jogo. Em 1873 abandonou o seu trabalho e tornou-se profissional.
O seu primeiro torneio internacional foi em Berlim (1881), onde acabou em terceiro. Em Havana (Cuba) disputou o Campeonato do Mundo contra Wilhelm Steinitz em duas ocasiões: em 1889 perdeu 10,5-6,5 e em 1892 perdeu 12,5-10,5.
Em 1889, ficou em segundo lugar no sexto congresso americano de xadrez, disputado em Nova Iorque.
Era amante dos Gambitos e grande conhecedor do gambito Evans. Chigorin deu o nome a diferentes variantes de aberturas. A mais importante é a variante Chigorin da abertura espanhola (em notação algébrica de xadrez, 1.e4 e5 2.Cf3 Cc6 3.Bb5 a6 4.Ba4 Cf6 5.O-O Be7 6.Te1 b5 7.Bb3 d6 8.c3 O-O 9.h3 Ca5). Também contribuiu para o Gambito da Dama com a Defesa Chigorin (1.d4 d5 2.c4 Cc6).

## Principais resultados em torneios
| Data | Local                | Colocação | Observações |
| ---- | -------------------- | --------- | --- |
| 1881 | Berlim 1881          | 4         | Vencido por Joseph Henry Blackburne e com participação de Johannes Hermann Zukertort, Szymon Winawer e James Mason. |
| 1883 | Paris 1883           | 4         | Vencido por Johannes Zukertort, com Wilhelm Steinitz em segundo, Joseph Henry Blackburne em terceiro.               |
| 1889 | Nova Iorque 1889     | 2         | Vencido por Max Weiss, com Isidor Gunsberg em terceiro e Joseph Henry Blackburne em quarto.                         |
| 1895 | Hastings 1895        | 2         | Vencido por Harry Pillsbury, com Emanuel Lasker em terceiro e Siegbert Tarrasch em quarto.                          |
| 1896 | Budapeste 1896       | 1         | Com Rezso Charousek em segundo, Harry Pillsbury em terceiro e Carl Schlechter em quarto.                            |
| 1896 | São Petersburgo 1896 | 4         | Vencido por Emanuel Lasker, com Wilhelm Steinitz em segundo e Harry Pillsbury em terceiro.                          |
| 1901 | Monte Carlo 1901     | 4         | Vencido por Dawid Janowski, com Carl Schlechter em segundo e Theodor von Scheve em terceiro.                        |
| 1903 | Kiev 1903            | 1         | Com Ossip Bernstein em segundo.                                                                                     |
| 1907 | Oostende 1907        | 6         | Vencido por Siegbert Tarrasch, com Carl Schlechter em segundo e Dawid Janowski em terceiro.                         |